# پایاب تاریخی تون
پایاب تاریخی تون، اثری تاریخی مربوط به قرن هفتم‌، که در محله سادات شهر تاریخی تون واقع شده‌است. این پایاب محل دسترسی به آب قنات است.

## ساختمان
الگوی این پایاب هشتی که با یک اتاق پوشانده شده است. مرکز آن حوضی قرار دارد که آب قنات به آن وارد می شود. 